# Omnibus Compertum
 Omnibus Compertum  è un'enciclica di papa Leone XIII, datata 21 luglio 1900, scritta all'Episcopato greco-melchita, su alcuni dissensi nati nella Chiesa greco-melchita.